# 十四年式十糎高射砲
十四年式十糎高射砲（じゅうよねんしきじっせんちこうしゃほう）は1925年（大正14年）に制式化された日本陸軍の高射砲。主に要塞や都市の防空を目的とする重高射砲で、約70門が生産、使用された。

## 開発
十一年式七糎半野戦高射砲は野戦防空に必要最小限の性能しか持っていなかったため、要地防空には射高が不足することが予測された。このため、射撃装置などの基本的な構造は同じにして口径を105mmに拡大したのが十四年式十糎高射砲である。
開発着手は十一年式七糎半野戦高射砲と同時で、同砲が三八式野砲を基礎としたように本砲も七年式十糎加農砲を基礎として研究された。しかし、大口径に伴う各種問題のため開発は難航し、試製砲の完成はずっと遅れて1924年（大正13年）となった。同年、陸軍野戦砲兵学校に委託して実用試験が実施され、また高高度射撃に必須の機械式時限信管も同年11月に完成、1925年（大正14年）には制式制定された。
制式名称に「野戦」の文言がないことからもわかるように要地防空用の陣地高射砲であるが、これは十一年式野戦高射砲が2tだったのに対し、十四年式は5tと重量が格段に重くなってしまっているために移動手段が限定されてしまっていたためである。砲床自体は固定式ではなく、運搬手段さえ確保できれば野戦展開も可能で、十加用の5tホルト牽引車で移動でき、布置撤収とも30分以内に完了できた。
射高や初速は十一年式七糎半野戦高射砲よりも大幅に向上したものの、口径の拡大に伴い弾薬が重くなってしまった。このため、1分間1～2発程度と高射砲としては発射速度が遅くなってしまっている。これは実用上最小限ぎりぎりであり、発射速度を向上させるため1928年（昭和3年）から自動装填装置の研究を開始し、試行錯誤の末1936年（昭和11年）に完成させた。この装置は、自動装填装置というよりは装填補助装置という程度の簡単なものであるがそれなりに有効で、最大発射速度は1分間2～3発にまで向上した。

## 運用
制定後は貴重な重高射砲として本土を出ることはなかった。本土防空戦を戦う頃には、さらに優れた三式十二糎高射砲の実用化により、主に西部高射砲集団の高射砲第133連隊および高射砲第134連隊に配備され、北九州、特に八幡製鉄所の防空に使用された。
一部が1933年（昭和8年）の臨時装甲列車や、1934年（昭和9年）の九四式装甲列車の主砲として搭載され、満州や中国大陸で活躍した。